# Сычёва, Лариса Борисовна
Лари́са Бори́совна Сычёва (род. 18 марта 1954) — российская артистка балета и педагог, народная артистка России (1995), в 1978—1994 годах — солистка Красноярского государственного театра оперы и балета.

## Биография
Лариса Борисовна Сычёва родилась 18 марта 1954 года на станции Кучлюк Среднечирчикского района Ташкентской области Узбекской ССР.
Окончила Ташкентское хореографическое училище в 1972 году; в 1972-74 годах стажировалась в Ленинградском хореографическом училище им. А. Я. Вагановой в классе народной артистки СССР Натальи Дудинской; в 1979 году прошла стажировку в театре оперы и балета им. Кирова в классе народной артистки СССР Нинели Кургапкиной.
В 1983 году стажировалась в Большом театре в классе народной артистки СССР Марины Семёновой.
В 2013 году окончила Красноярскую государственную академию музыки и театра.
С 1974 года — солистка Казахского государственного академического театра оперы и балета имени Абая, с 1978-го — солистка Красноярского государственного театра оперы и балета.
Оставила сцену в 1994 году.
Лариса Сычёва — драматическая балерина, ей было свойственно глубокое раскрытие характера исполняемой роли; танец Ларисы Сычёвой отличало виртуозное владение техникой мелких движений, лёгкий высокий прыжок.
С 1979 года Лариса Сычёва — преподаватель Красноярского хореографического училища, в 1993-94 годах — художественный руководитель балетной труппы Красноярского театра оперы и балета. Педагог-репетитор театра.
Заведующая кафедрой хореографического искусства, профессор Сибирского государственного института искусств им. Дмитрия Хворостовского.
Среди учеников — заслуженные артистки России Ирина Аблицова, Вера Арбузова, Наталья Хакимова, Алла Юхимчук; лауреаты международных конкурсов заслуженная артистка Татарстана Кристина Андреева, Анна Оль.
Гастролировала по СССР и за рубежом — в Испании, Португалии, Югославии, Норвегии.

## Избранные балетные партии
- Одетта-Одиллия — «Лебединое озеро» П. Чайковского
- Маша — «Щелкунчик» П. Чайковского
- Аврора — «Спящая красавица» П. Чайковского
- Никия, Гамзатти — «Баядерка» Л. Минкуса
- Китри — «Дон Кихот» Л. Минкуса
- Жизель, Мирта — «Жизель» А. Адана
- Фригия, Эгина — «Спартак» А. Хачатуряна
- Сванильда, Пенелопа — «Одиссея» А. Геворгяна
- Эсмеральда — «Эсмеральда» («Собор Парижской Богоматери») Ц. Пуни
- Царь-девица — «Конёк-Горбунок» Р. Щедрина
- Джульетта — «Ромео и Джульетта» С. Прокофьева
- Мария — «Бахчисарайский фонтан» Б. Асафьева
- Лиза — «Тщетная предосторожность» П. Гертеля
- Кармен — «Кармен-сюита» Р. Щедрина
- Чертовка — «Сотворение мира» А. Петрова
- Солистка — «Шопениана» Ф. Шопена